# Mario Testino
Mario Eduardo Testino Silva (Lima, 30 de octubre de 1954) es un fotógrafo de moda y retratista peruano radicado en Londres. Su trabajo profesional como fotógrafo ha estado plagado de numerosas acusaciones de acoso y agresión sexual, incluso por parte de sus modelos.

## Biografía

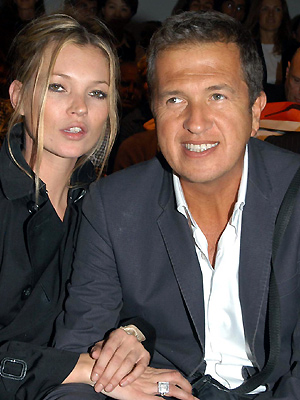
Mario Testino con la modelo Kate Moss en 2007.

Nacido en una familia de clase alta, sus padres fueron Teresa Silva y Mario Testino Guarderas. 
Estudió primaria en el Colegio Inmaculado Corazón y secundaria en el Colegio Santa María Marianistas. 
Ingresó a la Universidad del Pacífico para estudiar Economía, luego a la Pontificia Universidad Católica del Perú a estudiar Derecho, y posteriormente a la Universidad de San Diego, California, donde estudió Relaciones Internacionales.
En 1976 se mudó a Londres, Inglaterra, y, luego de ocupar un piso en Chelsea, alquiló una habitación en el abandonado Charing Cross Hospital. En esta ciudad es donde comenzó a aprender sobre fotografía. Su carrera en el mundo de la moda tuvo comienzos humildes: vendía portafolios a aspirantes a modelo por la suma de 25 libras esterlinas, incluyendo maquillaje y peluquería. 
En 2012 fundó el Centro Cultural MATE en Barranco, Lima, dedicado a los profesionales de la fotografía.
En 2014 fue condecorado por la Corona británica con la Orden del Imperio Británico por sus “aportes en la fotografía y el bien social”.
En 2013 defendió la unión civil entre personas del mismo sexo en Perú, y también dos años después, en 2015, mostró su apoyo por el matrimonio igualitario.

## Trabajo
Muchas revistas de moda, como Vogue o Vanity Fair, han solicitado sus servicios para adornar sus páginas. Frente al lente de Testino han posado muchas celebridades y modelos famosas, incluyendo: Jhordan Cooper
, Cara Delevingne, Kendall Jenner, Gigi Hadid, Lily Aldridge, Lady Gaga, Rihanna, Miley Cyrus, Gisele Bündchen, Coco Rocha, Candice Swanepoel, Kate Winslet, Kim Basinger, Dua Lipa, Jennifer López, Gwen Stefani, Naomi Campbell, Christina Aguilera, Cameron Diaz, Elizabeth Hurley, Janet Jackson, Nicole Kidman, Britney Spears, Keira Knightley, Lindsay Lohan, Madonna, Kate Moss, Gwyneth Paltrow, Julia Roberts, Meg Ryan, Selena Gomez, Catherine Zeta-Jones, Patrick Dempsey, Emma Watson, Cristiano Ronaldo, Irina Shayk, Neymar Jr., Kristen Stewart y Nick Jonas, entre otros.
Además, Testino es conocido por ser fotógrafo de parte de la realeza europea, especialmente la británica. Entre los más destacados están la princesa Diana de Gales, el príncipe Carlos de Gales, la duquesa Camila de Cornualles, el duque y la duquesa de Cambridge, el príncipe Enrique de Gales y la reina Rania de Jordania.

## Exposiciones
El trabajo de Testino se ha exhibido en varias galerías y museos, incluyendo el Museo de Arte Latinoamericano de Buenos Aires, el National Portrait Gallery de Londres y el Museo Thyssen-Bornemisza de Madrid.

## Denuncias por agresiones sexuales
A inicios de 2018, trece asistentes y modelos acusaron en The New York Times a Mario Testino por haber tenido una conducta sexualmente agresiva hacia ellos. Días después, Anna Wintour anunció que la revista Vogue no volvería a trabajar con Testino. En el mismo sentido, el diario británico The Telegraph informó que Testino no volvería a fotografiar a la familia real británica.

## Libros
Mario Testino ha publicado varios libros con sus fotografías:
- Any Objections?, 1998.
- Front Row Back Stage, 1999.
- Alive (con Gwyneth Paltrow), 2001.
- Mario Testino: Portraits, 2002.
- Kids, 2003.
- Visionaire No. 46: Uncensored, 2005.
- Let me in, 2007.
- Lima, Perú (editor), 2007. Libro en tres idiomas.
- Mario de Janeiro Testino, 2009.
- Kate Moss by Mario Testino, Taschen, 2010.
- In your face, 2012

## Distinciones
- 2017, Caballero de la Legión de Honor.[14]
- 2014, Oficial de la Orden del Imperio Británico.[3]
- 2011, Medalla de Oro del Instituto Español Reina Sofía.
- 2011, Miembro de la Royal Photographic Society.
- 2010, Gran Cruz de la Orden al Mérito por Servicios Distinguidos.[15]
- Doctor Emeritus de la Universidad de Artes, Londres.
- 2007, Medalla Tiradentes de Río de Janeiro.
- 2007, Gran Cruz de la Orden al Mérito de Lima.
- 2005, Premio Rodeo Drive Walk of Style.